# Махута Тафіао
Махута Тафіао (маор. Mahuta Tāwhiao; близько 1854/1855 — 9 листопада 1912) — третій король маорі (1894—1912), новозеландський політик, член Законодавчої ради Нової Зеландії (1903—1910).

## Життєпис
Махута народився в регіоні Ваїкато приблизно в 1854 чи 1855 році. Він був старшим сином короля маорі Тафіао та його першої дружини Гери Нгапора. Під час Новозеландських земельних війн у 1860-х роках королівська родина евакуювалась до Нгаті-Маніапото -  краю, що сьогодні відомий як «Земля Короля» (англ. King Country). Саме там Махута виріс у традиційній культурі маорі.
У 20-річному віці Махута одружився з Те Марає, дочкою Амукете Те Кереі, маорійського вождя, вбитого у битві  при Рангірірі у 1863 році. Махута мав п'ятьох синів: Те Рата (успадкував королівський титул), Тайпу, Тумате, Тонга та Те Рауангаанга.

## Правління

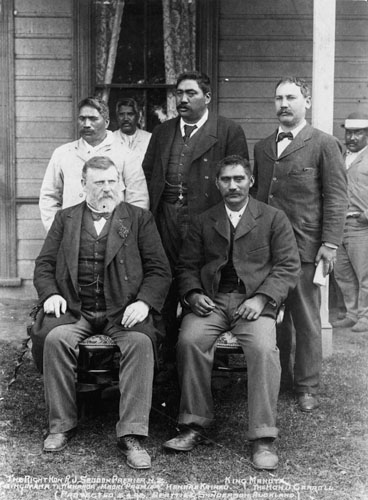
Махута Тафіао серед членів уряду Седдона (1898 рік)

Тафіао, батько Махути, помер у серпні 1894 року і 15 вересня того ж року Махута став королем маорі.
На межі XIX та XX століть маорі спіткала низка криз, передусім демографічних й економічних, зумовлених нестачею земель. Завдяки ряду угод з колоніальною владою (в тому числі й через долучення до роботи Законодавчої ради), Махута відновив авторитет королівського титулу серед маорі. 
Махута був членом Законодавчої ради Нової Зеландії з 22 травня 1903 року до 21 травня 1910 року. Ліберальний уряд двічі призначав його міністром без портфеля та членом Виконавчої ради (у міністерстві Седдона з 22 червня 1903 року до 21 червня 1906 року та в тимчасовому міністерстві Голла-Джонса з 21 червня 1906 року до 6 серпня 1906 року). На час своєї роботи у Законодавчій раді Махута тимчасово делегував свій королівський титул молодшому брату Те Фероферо Тафіао.
Під час правління Махути були створені перші суди Маорійського королівського руху за участі суддів, секретарів та реєстраторів. 
Останні ж роки правління Махути були сповнені родинних проблем у маорійській королівській сім'ї.
Помер Махута у Ваахі 9 листопада 1912 року і був похований на горі  Таупірі (як його батько і дід).